# Hans Billian
Hans Billian, pseudonimo di Hans Joachim Hubert Backe (Breslavia, 15 aprile 1918 – Gräfelfing, 18 dicembre 2007), è stato un regista, sceneggiatore e produttore cinematografico tedesco.
Principalmente noto per le commedie sexy e i film pornografici con Patricia Rhomberg, sua compagna dell'epoca, diretti negli anni settanta. Altri suoi nomi d'arte utilizzati in carriera furono Phillip Halliday e Christian Kessler.

## Carriera
Originariamente Billian avrebbe voluto diventare un cantante lirico ma a causa di un deterioramento della voce nel corso dei nove anni che trascorse nell'esercito, fu costretto a desistere. Dopo la seconda guerra mondiale, si stabilì in Germania ovest e cominciò a lavorare come attore teatrale ad Amburgo e Wolfenbüttel. In seguito divenne assistente di regia.
Nel 1950, inizio a lavorare per varie case di produzione cinematografiche tedesche. In particolar modo, i suoi lavori per la Constantin-Film riscossero un certo successo fino al 1961 quando lasciò la compagnia per un'occupazione come sceneggiatore freelance e regista. Fino ai tardi anni sessanta, scrisse o diresse film della cosiddetta categoria Heimatfilm, pellicole come Ich kauf' mir lieber einen Tirolerhut (1965). Tra la fine degli anni sessanta e i primi anni settanta, diresse commedie sexy softcore, come Pudelnackt in Oberbayern (1969), Die Jungfrauen von Bumshausen (1970), e Das Mädchen mit der heißen Masche (1972) (con Sybil Danning).

### Film pornografici
Nel 1973, Billian diresse alcuni filmini hardcore loops per la compagnia svedese Venus Film. Quando il bando ai film porno venne tolto in Germania, cominciò a dirigere numerosi cortometraggi pornografici. Nel 1975, diresse il primo film porno tedesco vero e proprio, Bienenstich im Liebesnest (noto in versione softcore anche con i titoli Im Gasthaus zum scharfen Hirschen e Zimmermädchen machen es gern). Nel 1976, diresse il suo capolavoro Josefine Mutzenbacher...wie sie wirklich war? 1. Teil, film sulla vita della cortigiana viennese Josefine Mutzenbacher. Il regista affidò la parte della protagonista del film alla sua fidanzata dell'epoca, Patricia Rhomberg. Il film fu un grande successo a livello mondiale. Durante questo periodo, Billian continuò a girare filmini porno, alcuni dei quali ebbero anche una certa diffusione, come Massagesalon Elvira con Anne Magle, una pornostar danese molto in voga negli anni settanta, o Im Brummi bumst's sich besser con la Rhomberg nei panni di una suora molto disinibita.
Josefine Mutzenbacher...wie sie wirklich war? 1. Teil era stato concepito da Billian come la prima parte di una trilogia sulla vita di Josefine Mutzenbacher, ma quando il produttore Gunter Otto si rifiutò di finanziare la seconda parte, Billian prese i soldi dalla Starlight e nel 1979 girò Die Beichte der Josefine Mutzenbacher (senza però la Rhomberg che nel frattempo lo aveva lasciato). Tuttavia, Otto che deteneva i diritti sul titolo originale fece uscire nel 1980 Josefine Mutzenbacher...wie sie wirklich war? 2. Teil. Alla fine, entrambe le pellicole fallirono nel replicare il successo dell'originale, principalmente a causa dell'assenza di Patricia Rhomberg e alla mancanza di continuità con il primo film. Nel 1981 (Aus dem Tagebuch der Josefine Mutzenbacher ), 1987 (Die Liebesschule der Josefine Mutzenbacher ) e 1991, Billian diresse altri tre film della serie di Josefine Mutzenbacher. Anche Gunter Otto proseguì sulla medesima strada producendo consecutivamente dal 1982 al 1984 Josefine Mutzenbacher - Wie sie wirklich war: 3, 4, 5, 6. Teil.
Negli anni novanta, Billian si dedicò alla regia di video porno, soprattutto per la casa di produzione Tabu di Bochum, ma ben lontani dalla qualità delle sue opere degli anni settanta.

## Filmografia parziale
- Arche Nora (1948)
- Die lustigen Weiber von Tirol (1964)
- Holiday in St. Tropez (1964)
- Komm mit zur blauen Adria (1966)
- Le porno cameriere (Zimmermädchen machen es gern) (1975)
- Sensational Janine (Josefine Mutzenbacher - Wie sie wirklich war: 1. Teil) (1976)
- Kasimir der Kuckuckskleber (1977)
- La parte più appetitosa... della femmina (Die Liebesschule der Josefine Mutzenbacher) (1987)